# Mặt trận Phần Lan (Chiến tranh Xô – Đức)
Mặt trận Phần Lan thuộc chiến tranh Xô-Đức trong Chiến tranh thế giới thứ hai diễn ra từ 25 tháng 6 năm 1941 đến 19 tháng 9 năm 1944 là cuộc chiến tranh thứ hai giữa Phần Lan và Liên Xô.

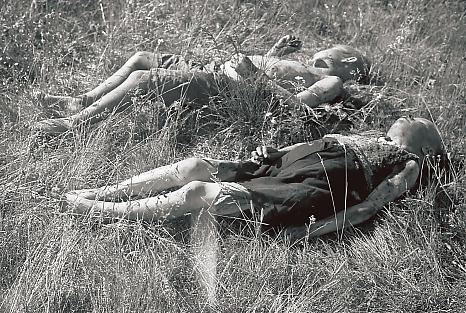
Thi thể của 2 bé trai Phần Lan năm 1942

Trong thời gian chiến tranh, phe Phần Lan dùng cái tên Chiến tranh Tiếp diễn (tiếng Phần Lan: jatkosota, tiếng Thụy Điển: fortsättningskriget) để làm rõ quan hệ mật thiết với cuộc Chiến tranh Liên Xô-Phần Lan trước đó. Liên bang Xô viết xem cuộc chiến là một phần của cuộc chiến đấu của họ chống lại Đức Quốc xã và các đồng minh - đó là cuộc Chiến tranh Xô-Đức hay còn gọi là Chiến tranh Vệ quốc Vĩ đại ở Liên Xô. Đức nhìn nhận những chiến dịch của họ trong khu vực như một phần của toàn bộ nỗ lực chiến tranh của họ trong Chiến tranh thế giới thứ hai. Nó đem lại sự hỗ trợ vật liệu và hợp tác quân sự quan trọng cho Phần Lan.
Các hoạt động chiến tranh giữa hai nước mở đầu vào ngày 22 tháng 6 năm 1941, ngày phát xít Đức bắt đầu xâm lược Liên Xô. Chiến tranh thực sự bùng nổ khi Liên Xô tổ chức không kích ngày 25 tháng 6. Các chiến dịch sau đó của Phần Lan đã hủy bỏ những nhượng bộ của họ sau Chiến tranh Liên Xô-Phần Lan ở eo Karelia và Ladoga Karelia, và xâm chiếm Đông Karelia vào tháng 9 năm 1941.
Trên eo Karelia, quân Phần Lan chấm dứt chiến dịch cách 30 km từ Leningrad, nơi đặt biên giới Liên Xô - Phần Lan trước Chiến tranh thế giới thứ hai. Quân Phần Lan không tấn công thành phố này. Song, họ gián tiếp tham gia cuộc vây hãm Leningrad của Đức bằng việc nắm giữ đất cũ của họ trước Chiến tranh thế giới thứ hai trong suốt 2 năm rưỡi trên eo Karelia. Không lực Liên Xô thả bom vào Helsinki và những thành phố lớn khác của Phần Lan. Cuối cùng, Hồng quân Liên Xô mở chiến dịch tấn công chiến lược trong mùa hè năm 1944 đánh đuổi quân Phần Lan ra khỏi phần lớn lãnh thổ mà Phần Lan chiếm được trong chiến tranh, nhưng sau đó Quân đội Phần Lan đã phòng ngự khiến cuộc tấn công của Liên Xô bị ngưng lại vào tháng 7 năm 1944.
Nhận thấy Đức đã sắp thất bại và Phần Lan không còn là mối đe dọa, Liên Xô tuyên bố sắn sàng đàm phán chấm dứt chiến tranh. Lệnh ngừng bắn diễn ra vào ngày 5 tháng 9 chấm dứt thù địch. và Thỏa ước Moskva chính thức chấm dứt thù địch được ký kết vào ngày 19 tháng 9. Hiệp ước hòa bình chính thức kết thúc cuộc chiến năm 1944,Phần Lan thua trận, phải nhượng Petsamo và cho Liên Xô thuê cảng Porkkala, và bồi thường một khoản chiến phí là 300.000.000 đô la Mỹ tương đương với tổng sản phẩm nội địa của Phần Lan năm 1939. Đổi lại, Liên Xô cam kết tôn trọng nền độc lập của Phần Lan và sẽ đem quân bảo vệ Phần Lan trong trường hợp Đức Quốc xã tấn công Phần Lan. Trong cuộc chiến tranh sau đó (chiến tranh Lapland), Liên Xô và Phần Lan trở thành đồng minh cùng tham chiến chống Đức.

### Phần Lan
- Finnish National Archive Luovutukset: Research on prisoner-of-war deaths, extraditions and deportations from Finland between 1939–55, Research project, See Lưu trữ ngày 29 tháng 8 năm 2006 tại Wayback Machine
- Krosby, H. Peter (1966). Nikkelidiplomatiaa Petsamossa 1940-1941. Kirjayhtyma.
- Krosby, H. Peter (1967). Suomen valinta 1941. Kirjayhtyma.
- Polvinen, Tuomo I. (1979). Suomi kansainvälisessä politiikassa 1941–1947, osa 1: 1941–1943: Barbarossasta Teheraniin. WSOY.
- Polvinen, Tuomo I. (1980). Suomi kansainvälisessä politiikassa 1941–1947, osa 2: 1944: Teheranista Jaltaan. WSOY.
- Polvinen, Tuomo I. (1981). Suomi kansainvälisessä politiikassa 1941–1947, osa 3: 1945–1947: Jaltasta Pariisin rauhaan. WSOY.
- Sana, Elina (1994). Luovutetut/ The Extradited: Finland's Extraditions to the Gestapo. WSOY. ISBN 951-0-27975-7.
- Seppinen, Ilkka (1983). Suomen Ulkomaankaupan ehdot 1939–1944. ISBN 951-9254-48-X.

### Nga
- Platonov, S.P., biên tập (1964). Битва за Ленинград. Voenizdat Ministerstva oborony SSSR. ISBN 0-12-558180-7.
- Хельге Сеппяля. Финляндия как оккупант в 1941–1944 годах Lưu trữ ngày 8 tháng 7 năm 2006 tại Wayback Machine Журнал "Север" ISSN 0131-6222, 1995.

## Liên kết
- (tiếng Nga) Stavka directive of 24 June 1941 "on measures to foil a possible enemy strike from the territory of Finland against Leningrad", authorising the Soviet air offensive of 25 June 1941 (page 1, page 2)